# Windows 9x
Windows 9x – rodzina systemów Microsoft Windows opartych na MS-DOS-ie. Do rodziny Windows 9x zaliczają się systemy: Windows 95, Windows 98 oraz Windows Me. Wszystkie wersje systemów Windows 9x były oznaczone jako Windows 4.x.
Windows 9x jest znany głównie z zastosowania w komputerach stacjonarnych. W 1998 roku Windows stanowił 82% udziału w rynku systemów operacyjnych.

## Wydania
Systemy rodziny Windows 9x/Me:
- Windows 95 (wersja 4.00.950)
- Windows 95 OEM Service Release 1 (OSR1) (wersja 4.00.950A)
- Windows 95 OEM Service Release 2 (OSR2) (wersja 4.00.950B)
- Windows 95 OEM Service Release 2.1 (OSR 2.1) (wersja 4.00.950B)
- Windows 95 OEM Service Release 2.5 (OSR 2.5) (wersja 4.00.950C)
- Microsoft Windows 96 (Nashville) (wersja 4.10.999) (nigdy się nie ukazał)
- Windows 98 (wersja 4.10.1998)
- Windows 98 Second Edition (wersja 4.10.2222)
- Windows Me (Millennium Edition) (wersja 4.90.3000)

### Windows 95
Windows 95 pod nazwą kodową Chicago wydany został 24 sierpnia 1995. Windows 95 jest połączeniem interfejsu użytkownika wywodzącego się z Windows 3.x oraz systemu operacyjnego MS-DOS. W Windows 95 zadebiutowało kilka elementów obecnych do dzisiaj w systemie Windows m.in. folder specjalny Mój komputer i menu Start, które zastąpiło Menedżera programów. W wersji OSR2 wprowadzono obsługę FAT32, USB i AGP.
Następcą Windows 95 jest Windows 98.

### Windows 98
Windows 98 pod nazwą kodową Memphis jest 32-bitowym systemem operacyjnym wydanym przez Microsoft dnia 25 czerwca 1998. Windows 98 jest w dużej mierze oparty na Windows 95, ale zawiera poprawioną (lub dodaną) obsługę standardów takich jak USB, MMX i AGP. Podobnie jak poprzednik Windows 98 obsługuje system plików FAT32. Nowością w Windows 98 było dodanie witryny Windows Update, pozwalającej aktualizować system.
Windows 98 Second Edition (SE) ukazał się 10 czerwca 1999 i zawierał m.in. nową wersję Internet Explorera. Microsoft oficjalnie zakończył udzielenia wsparcia technicznego systemowi Windows 98 SE dnia 11 lipca 2006.
Następca Windowsa 98 to Windows Millenium Edition.

### Windows Me
Windows Millenium Edition pod nazwą kodową Millenium jest 32-bitowym systemem operacyjnym wydanym przez Microsoft 14 września 2000 roku, następca systemu Windows 98. W Windows Millenium został ukryty dostęp do DOS-a, zmieniono też ekran podczas uruchamiania się systemu. Dodano Internet Explorer i Outlook Express w wersji 5.5 oraz pakiet Windows Media. Do Windows Update odziedziczonego po Windows 98 dodano aktualizacje automatyczne. Kolejną nowością w systemie Windows Me było przywracanie systemu, dzięki któremu można było przywrócić system Windows do poprzedniego stanu. Od tamtej pory funkcja przywracania systemu jest dodawana do każdego Windowsa. Windows Millenium Edition to ostatni system z rodziny 9x oraz ostatni system Windows pozbawiony aktywacji. Dnia 11 lipca 2006 Microsoft oficjalnie zakończył udzielania wsparcia technicznego dla tego systemu.

### Dodatki Microsoft Plus!
- Microsoft Plus! for Windows 95
- Microsoft Plus! for Windows 98
- Microsoft Plus! Game Pack: Cards and Puzzles

## Zalety i wady

### Zalety
Systemy Windows 9x są 16/32-bitowymi hybrydowymi systemami operacyjnymi. Mają więc niższe wymagania sprzętowe od nowszych systemów operacyjnych z rodziny Windows NT.

### Wady
Windows 9x nie obsługuje systemów plików NTFS i HPFS. Ponadto nie ma wsparcia dla wykrywania i rejestrowania zdarzeń, które istnieją w systemach rodziny Windows NT.